# FC Bayern München 1–2 Norwich City F.C. (1993)
Bayern München vs Norwich City là trận đấu lượt đi vòng 2 UEFA Cup 1993-94, trong trận đấu đó Bayern München đã thua Norwich City 1-2. Đây là trận thắng duy nhất của một câu lạc bộ Anh trên sân vận động Olympic ở München. Trận lượt về diễn ra tại Carrow Road vào ngày 3 tháng 11 năm 1993, Norwich hòa Bayern 1-1, tổng tỷ số là 3-2 sau hai lượt trận, Norwich đi tiếp nhưng sau đó lại để thua trước nhà vô địch mùa bóng đó, Inter Milan.
Từ khi Bayern München chuyển đến sân Allianz Arena, họ đã phải hai lần chịu thất bại trước các đội bóng Anh. Trong trận chung kết Champions League 2012, Bayern đã nhận thất bại trên chấm luân lưu trước Chelsea. Ngày 13 tháng 3 năm 2013, tại vòng 1/8 Champions League 2012-13, họ cũng phải chịu thất bại 0-2 trước Arsenal, nhưng họ vẫn đi tiếp nhờ luật bàn thắng sân khách.

## Kết quả
| Bayern München | 1–2    | Norwich City         |
| -------------- | ------ | -------------------- |
| Nerlinger 41'  | Report | Goss 12' · Bowen 26' |

| Bayern München | Norwich City |

| TM               | 1  | Raimond Aumann      |  |     |
| HV               | 2  | Jorginho            |  |     |
| HV               | 3  | Christian Ziege     |  | 60' |
| HV               | 4  | Oliver Kreuzer      |  |     |
| HV               | 5  | Thomas Helmer       |  |     |
| TV               | 6  | Christian Nerlinger |  |     |
| TV               | 7  | Jan Wouters         |  |     |
| TĐ               | 8  | Marcel Witeczek     |  |     |
| TĐ               | 9  | Adolfo Valencia     |  |     |
| TĐ               | 10 | Lothar Matthäus (c) |  |     |
| TĐ               | 11 | Mehmet Scholl       |  | 65' |
| Dự bị:           |    |                     |  |     |
| TM               | 12 | Uwe Gospodarek      |  |     |
| TV               | 13 | Michael Sternkopf   |  | 60' |
| TV               | 14 | Olaf Thon           |  |     |
| TĐ               | 15 | Bruno Labbadia      |  | 65' |
| TĐ               | 16 | Alexander Zickler   |  |     |
| Huấn luyện viên: |    |                     |  |     |
| Erich Ribbeck    |    |                     |  |     |

| TM               | 1  | Bryan Gunn      |  |     |
| TV               | 2  | Ian Culverhouse |  |     |
| TV               | 3  | Mark Bowen      |  |     |
| HV               | 4  | Ian Butterworth |  |     |
| HV               | 5  | Spencer Prior   |  |     |
| HV               | 6  | Rob Newman      |  |     |
| TĐ               | 7  | Mark Robins     |  | 15' |
| TV               | 8  | Ian Crook       |  |     |
| TĐ               | 9  | Chris Sutton    |  |     |
| TV               | 10 | Ruel Fox        |  |     |
| TV               | 11 | Jeremy Goss     |  |     |
| Dự bị:           |    |                 |  |     |
| TV               | 12 | Gary Megson     |  |     |
| TM               | 13 | Scott Howie     |  |     |
| TV               | 14 | Daryl Sutch     |  | 15' |
| TV               | 15 | Darren Eadie    |  |     |
| TV               | 16 | Andy Johnson    |  |     |
| Huấn luyện viên: |    |                 |  |     |
| Mike Walker      |    |                 |  |     |

| Trọng tài thứ tư: Mikael Hansson (Thụy Điển) |